# Emirati Arabi Uniti ai Giochi della XXX Olimpiade
Gli Emirati Arabi Uniti hanno partecipato ai Giochi della XXX Olimpiade di Londra, che si sono svolti dal 27 luglio al 12 agosto 2012.
Gli atleti della delegazione emiratina sono 26. Alla cerimonia di apertura la portabandiera è stato Saeed bin Maktoum bin Rashid Al Maktoum, mentre il portabandiera della cerimonia di chiusura ancora non è stato deciso.

## Atletica leggera
Maschile

Eventi concorsi
| Atleta                | Evento       | Qualificazioni | Qualificazioni | Finale          | Finale          |
| Atleta                | Evento       | Misura         | Posizione      | Misura          | Posizione       |
| --------------------- | ------------ | -------------- | -------------- | --------------- | --------------- |
| Mohamed Abbas Darwish | Salto triplo | 16.06          | 23°            | Non qualificata | Non qualificata |

Femminile
Corse, gare
| Evento           | Atleta | Batteria | Batteria | Quarti          | Quarti          | Semifinali      | Semifinali      | Finale          | Finale          |
| Evento           | Atleta | Tempo    | Pos.     | Tempo           | Pos.            | Tempo           | Pos.            | Tempo           | Pos.            |
| ---------------- | ------ | -------- | -------- | --------------- | --------------- | --------------- | --------------- | --------------- | --------------- |
| Betlhem Desalegn | 1500 m | 4.14.17  | 14       | Non qualificata | Non qualificata | Non qualificata | Non qualificata | Non qualificata | Non qualificata |

## Calcio

### Roster e Risultati[1]
Commissario tecnico: Mahdi Redha
| N. | Pos. | Giocatore            | Data nascita (età)          | Pres. | Reti | Squadra    |
| -- | ---- | -------------------- | --------------------------- | ----- | ---- | ---------- |
| 1  | P    | Ali Khasif*          | 9 giugno 1987 (25 anni)     |       |      | Al Jazira  |
| 2  | D    | Saad Surour          | 19 luglio 1990 (22 anni)    |       |      | Al-Ahli    |
| 3  | D    | Abdulaziz Hussain    | 10 settembre 1990 (21 anni) |       |      | Al Shabab  |
| 4  | D    | Mohamed Ahmed        | 16 aprile 1989 (23 anni)    |       |      | Al Shabab  |
| 5  | C    | Amer Abdulrahman     | 3 luglio 1989 (23 anni)     |       |      | Baniyas    |
| 6  | D    | Ali Alamri           | 7 gennaio 1989 (23 anni)    |       |      | Al Nasr    |
| 7  | C    | Ismail Al Hammadi*   | 1º luglio 1988 (24 anni)    |       |      | Al-Ahli    |
| 8  | D    | Hamdan Al Kamali (c) | 2 maggio 1989 (23 anni)     |       |      | Al-Wahda   |
| 9  | A    | Ahmed Ali            | 28 gennaio 1990 (22 anni)   |       |      | Baniyas    |
| 10 | A    | Ismail Matar*        | 7 aprile 1983 (29 anni)     | 2     | 2    | Al-Wahda   |
| 11 | D    | Ahmed Khalil         | 8 giugno 1991 (21 anni)     |       |      | Al-Ahli    |
| 12 | C    | Habib Fardan         | 11 novembre 1990 (21 anni)  |       |      | Al Nasr    |
| 13 | C    | Khamis Esmaeel       | 16 agosto 1989 (22 anni)    |       |      | Emirates   |
| 14 | D    | Abdelaziz Sanqour    | 7 maggio 1989 (23 anni)     |       |      | Al-Sharjah |
| 15 | C    | Omar Abdulrahman     | 20 settembre 1991 (20 anni) |       |      | Al Ain     |
| 16 | C    | Rashed Eisa          | 24 agosto 1990 (21 anni)    | 1     | 1    | Al Wasl    |
| 17 | C    | Mohamed Fawzi        | 22 febbraio 1990 (22 anni)  |       |      | Baniyas    |
| 18 | P    | Khalid Eisa          | 15 maggio 1989 (23 anni)    |       |      | Al Jazira  |

| Pos. | Squadra             | Pt | G | V | N | P | GF | GS | DR |
| ---- | ------------------- | -- | - | - | - | - | -- | -- | -- |
| 1.   | Regno Unito         | 7  | 3 | 2 | 1 | 0 | 5  | 2  | +3 |
| 2.   | Senegal             | 5  | 3 | 1 | 2 | 0 | 4  | 2  | +2 |
| 3.   | Uruguay             | 3  | 3 | 1 | 0 | 2 | 2  | 4  | -2 |
| 4.   | Emirati Arabi Uniti | 1  | 3 | 0 | 1 | 2 | 3  | 6  | -3 |

| Arbitro: | O'Leary |

|           |           |                         |
| Matar 23’ | Marcatori | 42’ Ramírez 56’ Lodeiro |

| Arbitro: | García |

|                                      |           |          |
| Giggs 16’ Sinclair 73’ Sturridge 76’ | Marcatori | 60’ Eisa |

| Arbitro: | Moen |

|            |           |           |
| Konaté 49’ | Marcatori | 21’ Matar |

## Judo
Maschile
| Atleta          | Evento | 32-esimi                 | 16-esimi             | Ottavi               | Quarti di finale     | Semifinali           | 1º Turno ripescaggi  | 2º Turno ripescaggi  | Finale               | Finale          |                 |
| Atleta          | Evento | Avversario Risultato     | Avversario Risultato | Avversario Risultato | Avversario Risultato | Avversario Risultato | Avversario Risultato | Avversario Risultato | Avversario Risultato | Classifica      |                 |
| --------------- | ------ | ------------------------ | -------------------- | -------------------- | -------------------- | -------------------- | -------------------- | -------------------- | -------------------- | --------------- | --------------- |
| Humaid Al Derei | −66 kg | Ahmed Awad 9 (0001–0101) | Non qualificato      | Non qualificato      | Non qualificato      | Non qualificato      | Non qualificato      | Non qualificato      | Non qualificato      | Non qualificato | Non qualificato |

## Tiro a segno/volo
Maschile
| Atleta           | Evento         | Qualificazione | Qualificazione | Finale          | Finale          |
| Atleta           | Evento         | Punteggio      | Classifica     | Punteggio       | Classifica      |
| ---------------- | -------------- | -------------- | -------------- | --------------- | --------------- |
| Dhaher Al-Aryani | Trap           | 107            | 32°            | Non qualificato | Non qualificato |
| Juma Al-Maktoum  | Double trap    | 133            | 12°            | Non qualificato | Non qualificato |
| Saeed Al-Maktoum | Skeet maschile | 118            | 13°            | Non qualificato | Non qualificato |

### Nuoto
Maschile
| Atleta            | Evento         | Batterie | Batterie   | Semifinali      | Semifinali      | Finale          | Finale          |
| Atleta            | Evento         | Tempo    | Classifica | Tempo           | Classifica      | Tempo           | Classifica      |
| ----------------- | -------------- | -------- | ---------- | --------------- | --------------- | --------------- | --------------- |
| Mubarak Al Besher | 100 metri rana | 1'05"26  | 42°        | Non qualificato | Non qualificato | Non qualificato | Non qualificato |

## Sollevamento pesi
Maschile
| Atleta | Evento           | Strappo   | Strappo    | Slancio   | Slancio    | Totale | Classifica |     |
| Atleta | Evento           | Risultato | Classifica | Risultato | Classifica | Totale | Classifica |     |
| ------ | ---------------- | --------- | ---------- | --------- | ---------- | ------ | ---------- | --- |
| Atleta | Khadija Mohammad | -58 kg    | 51 Kg      | 12 °      | 62 Kg      | 12 °   | 113        | 12° |